# Adelaide Street Circuit
Az Adelaide Street Circuit egy utcai motorsport-versenypálya az ausztráliai Adelaide városában. 1985-től 1995-ig itt rendezték a Formula–1 ausztrál nagydíjat. 1986-ban és 1994-ben itt is dőlt el a világbajnoki cím sorsa. A pálya nagy része a rajta rendezett sportesemények között városi út, a nézőtereket – hasonlóan Monte Carlóhoz – csak ideiglenesen állítják fel. 1999 óta itt tartják az ausztrál túraautó-bajnokság, a V8 Supercars egy futamát, a Clipsal 500-at. A pályának két változata van: a rövidebben rendezik a V8 Supercars-versenyeket, a hosszabbon a Formula–1-et rendezték 1985-től 1995-ig. 

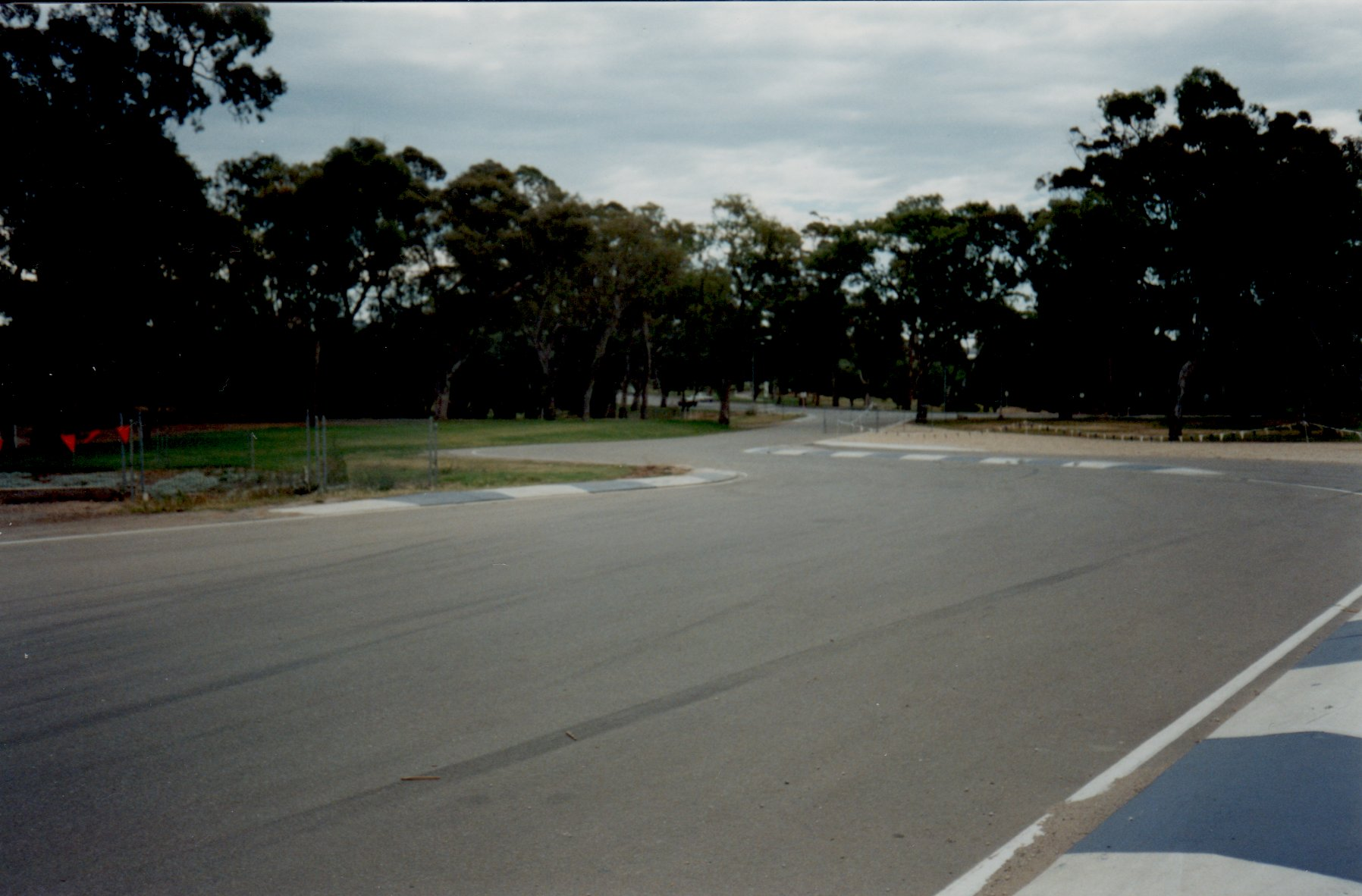
A Senna-sikán, az első kanyar